# Oliver Grau
Oliver Grau (24 ottobre 1965) è uno storico dell'arte e teorico dei media tedesco.
Si è occupato in particolar modo di scienza delle immagini, modernità e media art, oltre che di Ottocento e arte italiana del Rinascimento.

## Biografia
Dal 2005 al 2022 Oliver Grau ha ricoperto la prima cattedra di studi sull'immagine nel mondo di lingua tedesca presso il Dipartimento di studi sull'immagine della Danube University di Krems. Dopo una trattativa per rimanere, ha rifiutato le chiamate all'Università di Bamberg (2002), all'Università di Siegen (2005) e alla City University di Hong Kong (2010).È direttore fondatore dell'Archive for Digital Art (1998) e direttore della Society for MediaArtHistories e della sua serie di conferenze biennali (dal 2004). La sua monografia Virtual Art: From Illusion to Immersion (MIT Press 2004) è tra le opere più citate della storia dell'arte recente, con oltre 2600 citazioni[1], e con traduzioni dei suoi testi in 15 lingue e oltre 300 conferenze su invito in 44 Paesi, è uno degli studiosi di arte contemporanea e media più conosciuti a livello internazionale.
Dopo gli studi compiuti ad Amburgo, Siena e Berlino e dopo il Dottorato, Grau ha insegnato presso la Humbold University di Berlino, ha lavorato in diversi laboratori di ricerca in Giappone e Stati Uniti e, dopo essere entrato di ruolo nel 2003, ha insegnato in varie università internazionali. È stato consulente di numerose associazioni e riviste internazionali di settore. Grau è a capo di diversi convegni ed ha diretto l'edizione inaugurale di Refresh!, il primo convegno internazionale su storia, scienza e tecnologia della media art, svoltosi a Banff nel 2005. Le conferenze mondiali di Berlino (2007), Melbourne (2009), Liverpool (2011), Riga (2013), Montreal (2015), 2017 Krems / Wien (2017), Aalborg (2019) hanno stabilito il campo internazionale, che in particolare alimenta sulla storia dell'arte, dei media, del cinema, della tecnologia e della scienza e incorpora discipline umanistiche digitali, studi del suono, antropologia e filosofia. 
Tra i premi a lui insigniti: nel 2001 ammesso alla Young Academy della Berlin-Brandenburgischen Scientific Academy e alla Leopoldina; 2002 InterNations/Goethe Institute; 2003 Book of the Month, Scientific American; 2003 Borsa di studio del Centro italo-tedesco Villa Vigoni; 2004 Media Award della Humboldt University. Nel 2008 Grau ha accettato un invito al programma culturale olimpico a Pechino, nel 2010 al vertice del G20 a Seoul, nel 2011 alla POSTECH University, dove ha aperto il ciclo dei Nobel Premiati con due presentazioni. Nel 2014 ha ricevuto una laurea honoris causa dal l'Università di Oradea . Nel 2015 è stato eletto all'Academia Europaea , nel novembre 2016 all'Open Univ. d'Israele ha ospitato un simposio onorario sulla ricerca di Oliver Grau e nel 2019 Grau ha ricevuto il Premio della scienza dello Stato della Bassa Austria . -

## Opere
Pubblicazioni recenti: Virtual Art: From Illusion to Immersion (MIT-Press 2003, Mediale Emotionen (Fischer 2005) e MediaArtHistories (MIT-Press 2007). Ha partecipato a diversi cicli di conferenze internazionali ed è stato insignito di numerosi premi. Fino ad ora le sue pubblicazioni sono state tradotte in dodici lingue. Sue principali aree di ricerca sono l'immersione, le emozioni e la storia della media art, parallelamente a storia, idea e cultura della telepresenza e della vita artificiale.
Il suo Virtual Art ha analizzato per la prima volta in un'ottica comparativa la storia delle teorie immersive di immagine e osservatore, fornendo al tempo stesso un'analisi sistematica della triade artista-opera-osservatore nell'ambito dell'arte digitale. La sua ricerca rimanda a un inedito modello di storia evolutiva delle illusioni prodotte dai media, il quale da un lato è influenzato dalle nuove potenzialità di suggestione sensoria, e dall'altro dal grado variabile di alienazione dell'osservatore (competenza dei media).
Grau ha messo a punto nuovi strumenti scientifici utili alle scienze umane e alle scienze umane digitali, e ha diretto il progetto "Immersive Art" della Deutsche Forschungsgemeinschaft (DFG), il cui gruppo di lavoro ha lanciato nel 1998 il primo archivio internazionale per l'arte digitale (www.virtualart.at). Il progetto iniziale, inscritto in una piattaforma open source presso la Danube-University Krems, ha avuto numerose derivazioni. Nel 2000 il DVA è stato il primo archivio virtuale a rendere regolarmente disponibile in streaming la documentazione video. Dal 2005 Grau gestisce il database della Goettweigs Graphic Collection, la più grande collezione grafica privata dell'Austria, contenente 30.000 opere che vanno da Albrecht Duerer a Gustav Klimt.
Grau ha sviluppato nuovi curricula accademici internazionali legati alle scienze delle immagini: il Master in MediaArtHistories, i programmi di specializzazione in Digital Collection Management e Exhibit Design, Visual Competencies e il Master in Image Science. A questo si aggiunge la creazione di un nuovo format interattivo di conferenze e dibattiti, le Danube Telelectures, accessibili da tutto il mondo in streaming.

### Ricerca sulle emozioni
Diversi progetti di ricerca condotti presso l'Accademia delle scienze e delle discipline umanistiche di Berlino-Brandeburgo e l'Accademia tedesca delle scienze Leopoldina e due accademie estive sostenute dalla Fondazione Volkswagen hanno dato origine a uno studio interdisciplinare sulla storia della gestione dei sentimenti attraverso immagini e suoni (Grau 2005). Basandosi sul lavoro di Antonio Damasio, Joseph LeDoux e Wolf Singer, e utilizzando gli esempi della Pala di Isenheimer di Matthias Grünewald, il film Triumph of the Will di Leni Riefenstahl e il gioco per computer "America's Army", è stato dimostrato come le esperienze emotive con le immagini può creare un senso di comunità; in questo modo è stato dato un contributo alla ricerca su un concetto chiave problematico della scienza dell'immagine.

### Storie della Media Art e Image Science
Dal 2002 Grau ha avviato incontri interdisciplinari e conferenze mondiali di studiosi che si occupano della media art e della sua storia (cfr. Grau 2007); la prima conferenza sulla storia della media art si è tenuta a Banff, in Canada, nel 2005. Con ulteriori conferenze organizzate a Berlino (2007), Melbourne (2009), Liverpool (2011), Riga (2013), Montreal (2015), Krems , Göttweig Abbey e Vienna (2017) e Aalborg (2019), il campo internazionale è stato stabilito, attingendo in particolare da storia dell'arte, studi sui media e film, storia della tecnologia e della scienza, oltre a incorporare discipline umanistiche digitali, sound studies, antropologia e filosofia. I suoi volumi "Imagery in the 21st Century" (2011), "Museum and Archive on the Move" (2017), "Digital Art through the Looking Glass" (2019) e "Retracing Political Dimensions: Strategies in Contemporary New Media Art" (2021) ha ampliato il contesto di Image Science.

### Digital Humanities / Image Science
Grau ha ideato nuovi strumenti scientifici per le discipline umanistiche / digital humanities, ha guidato il progetto "Immersive Art" della  German Research Foundation (DFG) il cui team ha iniziato a sviluppare nel 1998 il primo archivio internazionale per digital art scritto su una piattaforma open source, ospitato dalla Danube-University Krems e da allora ha seguito da una serie di progetti derivati. Come primo archivio online  streaming, il Database of Virtual Art (DVA) fornisce regolarmente documentazione video dal 2000. ADA è stato ulteriormente sviluppato nel primo archivio online web 2.0, 3.0 di storia dell'arte con finanziamenti da il  FWF dal 2012. Inoltre, è stato sviluppato un ponte thesaurus per collegare la media art ei suoi precursori della storia dell'arte. Dal 2020, ADA è stata ampliata in una piattaforma di ricerca e insegnamento per le università attraverso un finanziamento di 1,2 milioni di euro dal Ministero federale austriaco.
The Archive of Digital Art, ADA, ex Database of Virtual Art dal 2000, ca. 3500 opere commentate, www.digitalartarchive.at.

## Scritti (Monografie)
- Virtuelle Kunst in Geschichte und Gegenwart: Visuelle Strategien. Reimer, Berlin 2001. [Rezension: Frankfurter Allgemeine Zeitung, Barbara Basting: Schachmatt durch die Simulatorkrankheit: Eine Schlüsselstudie: Oliver Graus kunsthistorische Erschließung der neuen virtuellen Räume, Nov. 19, 2001, S. 48.; Deutschlandfunk, Bettina Mittelstrass: Distanz und Virtuelle Räume, 21 min., June 27, 2002; Deutschlandfunk, Rainer B. Schossig: Immersive Bilder - Digitale Bilder heute: Was ist ein Bild? “ Kultur am Sonntag Vormittag, 30 min., Sept. 15, 2002; Ludwig Seyfarth: Oliver Graus (Vor)geschichte der virtuellen Realität, in: FAZ.NET, Swen Oliver Lohmann: Computerbilder wurzeln in der Antike, in: TAGESSPIEGEL, 12.10.2001, S. B3.; Journal für Kunstgeschichte, Anne Hoormann: Eine „Subgeschichte der Kunstgeschichte“, Vol. 2, 2002, pp. 182–187.]
- Virtual Art: From Illusion to Immersion (MIT Press/Leonardo Book Series, 2003)(China 2006, Serbia 2008, Brazil 2009). Review by Alison Abbott in Nature 427, page 17 (2004): Art that draws you in;  Scientific American, Virtual Art: Book of the Month, Aug. 2003; Art Monthly, Michael Gibbs, Virtual Art, Mar. 2003; European Photography, Guy van Belle: Oliver Grau: Virtual Art, Issue 73/74, Vol. 24, 2003, pp. 104–105.; Amy Ione: Virtual Art: From Illusion to Immersion, in: Leonardo Reviews,  https://www.leonardo.info/reviews _archive/feb2003/GRAU_ione.html; Italy: Anna Maria Monteverdi:  Esperienze artificiali multisensoriali, Recensione a Oliver Grau, Virtual Art. From illusion to immersion, in: Teatro e Nuovi Media, No. 52, 2003 and in: ateatro, 11.11.2009; France: Cahiers du MNAM, Éditions du Centre Georges Pompidou, Jean Da Silva: Notes de lecture, Stephen Wilson: 'Information Arts'/Oliver Grau: 'Virtual Art', No. 87, Spring 2004,  Sweeden: Konstperspektiv, Mathias Jansson: Bokrecensioner - 'Virtual Art', July 2003; Netherlands: Optische Fenomen, Nederlandse Stichting voor Waarneming & Holografie, Jan M. Broeders, issue 187, Jan. 2003, p. 5.; John Boardmann: Review Virtual Art: From Illusion to Immersion, in: COMMON KNOWLEDGE, Volume 9, Issue 3, Fall 2003, pp. 544 – 544; Art Papers, Barbara L. Miller: Re-evaluating Virtual Representation. Two books ask what makes new media new, May 2004; Consciousness, Literature and the Arts, Roger Dawkins: Review 'Virtual Art', vol 4, No 3, Dec. 2003; Fine Art Forum - Ezine, Teri Hoskin: Review 'Virtual Art', vol. 17, No. 11, Nov. 2003; Anthony Enns: A Review of: Friedrich Kittler, Optische Medien: Berliner Vorlesung and Oliver Grau, Virtual Art: From Illusion to Immersion, electronic book review, 13.03.2004; Intelligent Agent - Online Magazine, Patrick Lichty: Review 'Virtual Art', vol 3 No 2, Summer/ Fall 2003; Christiane Lenhardt: Das Faszinosum der künstlichen Welt, in: Badisches Tagblatt, May 3, 2005; Alejandra Correa: Derecho de Admisión, Virtual e Immersivo (Interview), in: Funámbulos Summer 2005, pp. 39-42; UK: Pugh, E., in Digital Creativity, 2004, Vol 15, no 2; p. 126-128, Bryan-Wilson, J. in: Technology and Culture, 2004, Vol 45, no. 3, p. 670-671; Taiwan: Art & Collection, Taipei, The Aura of the Digital, Interview, May 2004, pp. 106–111; Estland: Arvuti Maailm, Raivo Kelomees: Immersiivne Kunst, June 23, 2004; Schweden: Svenska Dagbladet, Karl Steinik: Panoramat i den virtuella konsten, June 23, 2004, Argentinien: Florencia Rodriguez: Todo Lo Sólido Se Desvanece En La Illusion. Oliver Grau En Buenos Aires, in: summa+ 75, 2005, pp. 146–7; Spanien: Lucia Santaella: Virtual Art, Rezension, in: DeSignis 7 (Barcelona) 2006, Brasil: Silvia Boone: Arte Virtual: da Illusao a Imersao – Oliver Grau, in: Porto Arte: Revista de Artes Visuais, 2009; Serbia: Мapинa Byлиђeвиђ: Урaњaњe y bиrtyeлнo, in: Politika, 09.06.2010, p. 14; В. К. – Танјуг: Оливер Грау представио своју књигу „Виртуелна уметност“, in: www.godinaknjigeijzika.rs, vom 06.06.10; Jelena Guga: Nova estetika uranjajucih prostora slike, in: Nova Misao - Časopis za savremenu kulturu Vojvodine, no. 6 / June 2010, p. 46 – 48; Laura Palmer:  A Review of Virtual Art: From Illusion to Immersion, in: https://kairos.technorhetoric.net/8.2/reviews/palmer/;
- Bildwerdung. Habilitationsschrift. Kunstuniversität, Linz 2004.
- Эмоции и иммерсия: ключевые элементы визуальных исследований / Пер. с нем. А. М. Гайсина, EDIOS Publishing House, St. Petersburg 2013.
- On the Visual Power of Digital Arts. For a New Archive and Museum Infrastructure in the 21st Century, Editiones de la Universitad de Castilia-La-Mancha, 2016.

## Scritti (Edizioni in selezione)
- Retracing Political Dimensions: Strategies in Contemporary New Media Art, Berlin/Boston: De Gruyter 2021. ISBN 978-3-11-067094-3 PDF-ISBN 978-3-11-067098-1. [Review by Brian Reffin Smith: Retracing Political Dimensions: Strategies in Contemporary New Media Art, in Leonardo Reviews 2/2021, https://www.leonardo.info/review/2021/02/retracing-political-dimensions-strategies-in-contemporary-new-media-art]
- Digital Art through the Looking Glass: New strategies for archiving, collecting and preserving in Digital Humanities, Krems/Wien/Hamburg: Danube University Press 2019. ISBN 9783903150515 [Rezension von Bruce Sterling, in WIRED https://www.wired.com/beyond-the-beyond/2019/08/digital-art-looking-glass-new-strategies-archiving-collecting-preserving-digital-humanities/]
- Museum and Archive on the Move: Changing cultural Institutions in the digital Era. Munich: DeGruyter 2017. With Contributions by Lev Manovich, Okwui Envezor, Christiane Paul, Dieter Bogner, Jeffrey Shaw, Sarah Kenderdine et al. [Rezension von Gabriela Galati, Leonardo. The International Society for the Arts, Sciences and Technology, December 2018, https://www.leonardo.info/review/2018/12/review-of-museum-and-archive-on-the-move-changing-cultural-institutions-in-the] [Rezension von Danielle O'Donovan and Tom Lonergan, Museum International [ICOM’s peer-reviewed journal], Vol. 70, No. 277–278, 2018, p. 176–177 https://www.academia.edu/38549426/Review_of_Museum_and_Archive_on_the_Move_pdf] DOI: https://doi.org/10.1515/9783110529630
- Imagery of the 21st Century, Cambridge/Mass.: MIT-Press 2011, ISBN 9780262015721. Con contributi di James Elkins, Eduardo Kac, Peter Weibel, Lev Manovich, Olaf Breitbach, Martin Kemp, Sean Cubitt, Christa Sommerer, Marie Luise Angerer, Wendy Chun u. a. [Rezensionen u.a. kunstgeschichtlich von Pamela C. Scorzin: Review: Oliver Grau (Hg.) Imagery in the 21st Century, in: Journal für Kunstgeschichte 15, 2011, Heft 4, S. 278-281; medienwissenschaftlich: Mattias Kuzina in: Medienwissenschaft 2/2012, S. 178 https://www.academia.edu/30974510/Imagery_in_the_21st_Century_Bookreview_; It`s Liquid https://www.itsliquid.com/imagery-in-the-21st-century.html Archiviato il 1º maggio 2021 in Internet Archive.; 163.	Harald Klinke: Rezension von Imagery in the 21st century, VI, 410, (16) S. III 2013, in: Kunstform, 14. 2013, 6; Brasilien: Cleomar Rocha u. Vanderlei Veget Lopes Junior, Imagens no seculo XXI: panorama, perspectivas e prospeccoes, in VISUALIDADES, Goiania v.9 n2 p. 213-217, jul-dez. 2011; Serbien: Jelena Guga: Silkovnost u 21.veku, in: NOVA MISAO – casopis za savremenu Vojvodine, br. 17 April/Mai 2012]
- MediaArtHistories, Cambridge/Mass.: MIT Press 2007. ISBN 978-0262514989. [Rezensioni: Germania: Christoph Klütsch: MediaArtHistories, in: kunsttexte.de, 1.07.2007; USA: Robert Atkins: Channeling New Media, in: Art in America, Dezember 2008, p. 47 – 50 https://www.academia.edu/44723806/Grau_Media_Art_Histories_Art_In_America_12_08; Serbia: Matko Mestreovic: Kako razumjeti medijsku umjetnost, in: Zarez IX/208, 14. lipnja 2007, p. 8f.; Australia: Daniel Palmer: Walter Benjamin and the Virtual: Politics, Art, and Mediation in the Age of Global Culture, in: TRANSFORMATIONS, Issue No. 15, November 2007; Polen: Mariusz Pisarski: Historie sztuki mediów, in: TECHSTY, Literatura i Nouva Media, 7.7.2007; Brasilien: Sergio Kulpas: histórias da artemídia, in: Encyclopédia Itaú Cultural: arte e tecnologia, August 2007; Großbritannien: Charlie Gere: MediaArtHistories, in: The Art Book, Volume 15, Issue 1, S. 51–52; Austria: Eric Kluitenberg: MediaArtHistories, in: Springerin: Hefte für Gegenwartskunst, Vol. XIII, No. 3, 2007, p. 74.; Uruguay: Angel Kalenberg: Between Chaos and Cosmos, Rezension MediaArtHistories, in: Relaciones, Nr. 286, March 2008, p. 26–27; Litauen: Renata Sukaityte: Mediju menas kaip moksline-eksperimentine erdve, in: Menotyra, 2008, T. 15. No. 2, p. 50–61; Francia: Jens Hauser: MediaArtHistories: Eine andere Kunstgeschichte, ARTE.tv, Februar/2007; medienwissenschaftlich: Malte Hagener: Rezension von: Oliver Grau (Ed.), MediaArtHistories, MIT, Cambridge, MA-London 2007, in: Cinéma & Cie, no. 9, Fall 2007; bildwissenschaftlich: Martin Schulz: Rezension von: Oliver Grau: MediaArtHistories, Cambridge, Mass.: MIT Press 2007, in Kunstform 9 (2008), no.09]
- Mediale Emotionen. Zur Lenkung von Gefühlen durch Bild und Sound, (mit Andreas Keil): Frankfurt/Main: Fischer 2005. ISBN 9783596169177; [Review a.o. Manuela Lenzen, Frankfurter Allgemeine Zeitung: Wie Bild und Klang uns bewegen, 21.11.2005, p. 38. https://www.faz.net/aktuell/feuilleton/buecher/rezensionen/sachbuch/wie-bild-und-klang-uns-bewegen-1282776.html]

## Database pubblicati
- Archive of Digital Art www.digitalartarchive.at, (ADA), formerly Database of Virtual Art since 2000, approx. 5,000 artists were evaluated, gatekeeping criteria is at least 5 exhibitions and/or 5 scientific articles. More than 3500 works were reviewed. The research-oriented, complex overview of immersive, interactive, telematic and genetic art has been developed in cooperation with renowned media artists, researchers, and institutions. As one of the richest resources online, with an implemented scientific Thesaurus the database responds to demands of the field. Since 2014 ADA has regularly published the complete oeuvre of media artists: Bill SEAMAN (2021), Uršula Berlot (2020), Banz & Bowinkel (2020), Andres Burbano (2019), Maurice Benayoun, Oeuvre Complète (2019), Marta de Menezes, Retrospective, Oeuvre Complète (2017), Chris Salter. Retrospective, (2017), Jody Zellen (2016), Simon Biggs (2016), Olga Kisseleva Retrospective (2016), Tamiko Thiel (2015), Lev Manovich. Works & Texts (2015), Giselle Beigelman. Retrospective (2015), Jeffrey Shaw. Oeuvre Complète (2015), Tamas Waliczky, Retrospective (2015), Warren Neidich. Retrospective (2015), Sean Cubitt, scholar feature (2015), Ryzsard Kluszcynski, scholar feature (2015), Denisa Kera, scholar feature (2015),   Seiko Mikami Oeuvre Complète (2015), Paolo Cirio Retrospective (2015), Scenoscome Retrospective (2014).
- Media Art Histories www.MediaArtHistories.org, since 2005. MediaArtHistoryArchive is a text repository evolving into a documentation platform of the conferences on the Histories of Media Art, Science, and Technology. It will develop further into a scholarly archive of the multi-facetted field of MediaArtHistories, which ranges from Art History to Media, Film, Cultural Studies, Computer Science, Psychology, etc.
- The Print Collection of Göttweig Monastery www.gssg.at, since 2007, containing 32.000 original prints from Renaissance to Baroque up to the present, from Durer to Klimt, allows in-depth research into its large resources. This resource serves as an open archive contextualizing historic artistic media art in art and image history. The digitization serves the dissemination of the collection in high resolution form (up to 72 million pixels) and is based on cooperation with Prof. Dr. Gregor Martin Lechner, custodian of the collection.
- Danube Telelectures – www.donau-uni.ac.at/telelectures 2006-08 Live-streamed lecture series held at the Modern Art Museum in Vienna with a live and international online interactive audience. The mix of two live cameras innovatively echoed the studio character, seeking a virtual intimacy with the lecturers and their audience. The lecture series is archived online and stands as a foreshadowing of media like YouTube and UStream.